# Cruzeiro de Algés

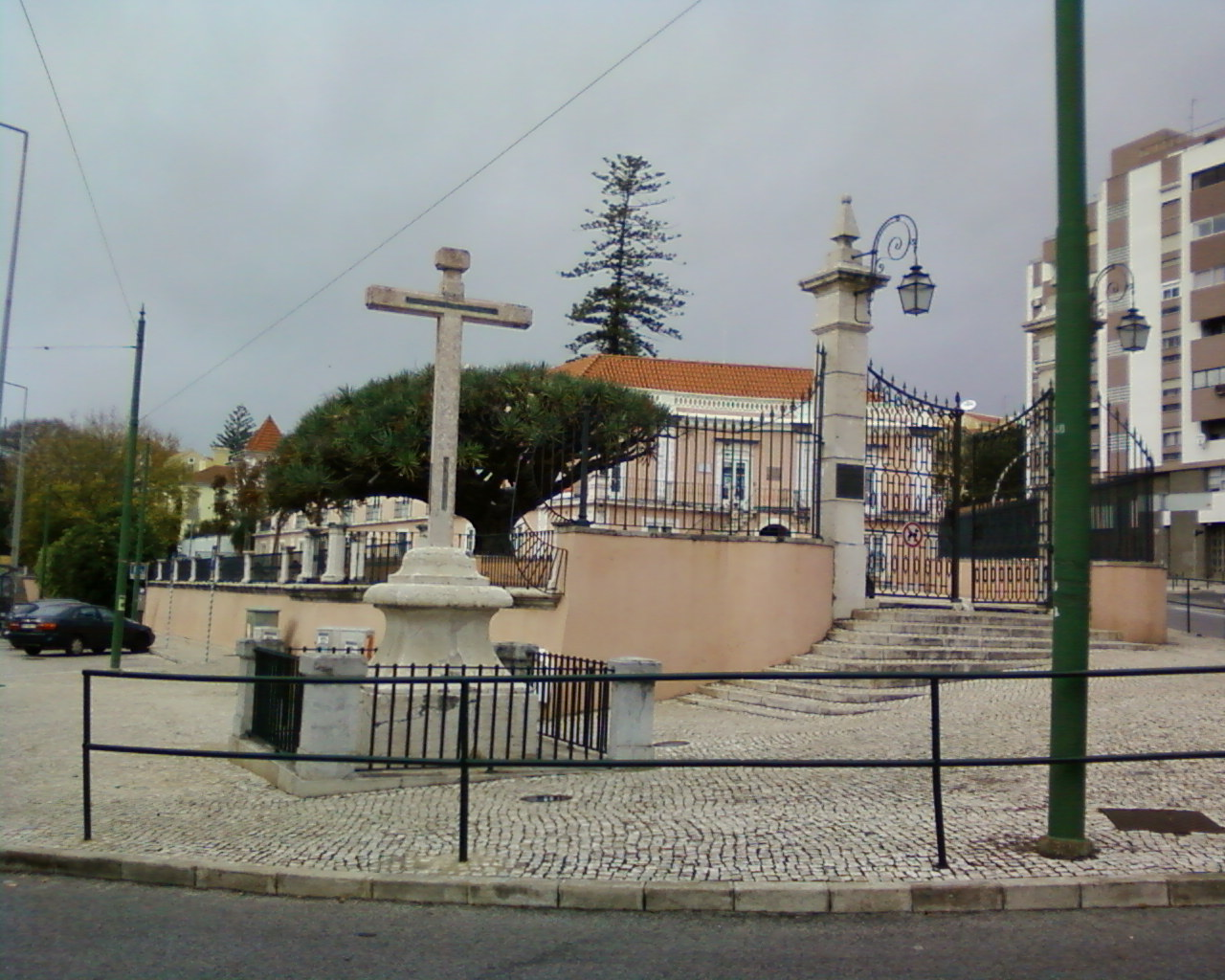
Cruzeiro de Algés, com Palácio Ribamar no fundo

O Cruzeiro de Algés, situado junto ao Palácio Ribamar (no encontro das ruas João Chagas e Alameda Hermano Patrone), foi construído em 1605 durante o período Filipino, e diferencia-se dos cruzeiros mais próximos da Cruz Quebrada e Linda-a-Pastora por ser de maior dimensão e de um estilo mais requintado.
No século XIX foi derrubado por um temporal, tendo-se partido em vários locais. O Conde de Cabral ordenou a sua reparação, que foi feita com gatos de bronze, que ainda hoje são visíveis.
No seu pedestal a inscrição em latim lê: "Eis aqui a Cruz do Senhor. Fugi gentes desafectadas. Venceu o leão da tribo de Judá e a raiz de Davi. Aleluia! Aleluia!".